# Goman-Produkter
AB Goman-Produkter var ett tidigare livsmedelsföretag inom Kooperativa Förbundet och som bildades i början av 1990-talet då flera konsumentkooperationens charkuterifabriker i Sverige gick samman. En målinriktad utförsäljning av KF:s industriföretag inleddes emellertid samtidigt, vilket föranledde att Goman-Produkter, efter flera års redovisad förlust, såldes till LRF-ägda Spira, (nuvarande Kronfågel) 1997.